# Audencia Business School
Audencia Business School je evropská obchodní škola s kampusy (pobočkami) v Paříži, Nantes a Pekingu. Škola byla založena v roce 1900.

## Popis
Audencia je akreditovaná u tří mezinárodních organizací: EQUIS, AMBA, a AACSB. Škola má přibližně 30000 absolventů ze 75 zemí a více než 50 národností. Mezi významné absolventy patří Jean Arthuis (Francouzský politik) a Thomas Cailley (filmař).

## Programy
Audencia nabízí magisterský program v oboru managementu (Master in Management), několik specializovaných magisterských programů v oborech jako marketing, finance, sport či personalistika (HR). Dále škola nabízí programy „Executive MBA” a „MEB“, jenž je podobný klasickým prezenčním MBA programům. Audencia také nabízí doktorské studium, které vede k získání titulu Ph.D. Škola je partnerem École nationale de l'aviation civile pro dvojité inženýrské studia / vedoucího.

## Mezinárodní srovnání
V roce 2015 se program “Master in Management” umístil na 24. místě v mezinárodním žebříčku deníku Financial Times.